# Ioanna Kutsú
Ioanna Kutsú –también transliterado como Ioanna Koutsou, en griego, Ιωάννα Κουτσού– (23 de noviembre de 1986) es una deportista griega que compitió en taekwondo. Ganó dos medallas en el Campeonato Europeo de Taekwondo, oro en 2012 y bronce en 2006.

## Palmarés internacional
| Campeonato Europeo | Campeonato Europeo       | Campeonato Europeo | Campeonato Europeo |
| Año                | Lugar                    | Medalla            | Categoría          |
| ------------------ | ------------------------ | ------------------ | ------------------ |
| 2006               | Bonn (Alemania)          | Medalla de bronce  | –47 kg             |
| 2012               | Mánchester (Reino Unido) | Medalla de oro     | –46 kg             |